# Eryngium caespitiferum
Eryngium caespitiferum är en flockblommig växtart som beskrevs av Font Quer och Carlos Pau. Eryngium caespitiferum ingår i släktet martornar, och familjen flockblommiga växter. Inga underarter finns listade i Catalogue of Life.